# Національний дохід
Націона́льний дохі́д (National Income, NI) — це сукупність усіх доходів в економіці домашніх господарств незалежно від того, де вони використовують ресурси — у своїй країні чи за межами своєї країни.
Національний дохід є показником Системи національних рахунків.

## Складові і підрахунок національного доходу
Національний дохід — це сукупність первинних факторних доходів сектору домогосподарств.
«Первинні доходи» — доходи, безпосередньо отримані домогосподарствами на ринках ресурсів до сплати з них податків (до перерозподілу).
«Факторні доходи» — доходи на відповідні фактори виробництва (економічні ресурси), які знаходяться у приватній власності сектору домогосподарств.
Види економічних ресурсів (фактори виробництва) та відповідні факторні доходи домогосподарств:
1. Земля (природні ресурси) — рента, оренда.
2. Капітал (основні засоби) — процент.
3. Праця (здібності до праці) — заробітна плата.
4. Підприємництво (здібності до підприємництва) — прибуток.

НД = Рента (оренда) + процент + заробітна плата + прибуток.
Прибуток складається з прибутку корпорацій (розподіленого на дивіденди та нерозподіленого (інвестованого) та чистих доходів власників (прибуток індивідуальних підприємців).
Тому з точки зору власників ресурсів (домогосподарств), національний дохід є вимірником їх доходів від участі у виробництві ВНД за поточний період.
Національний дохід виводиться з чистого національного доходу (ЧНД), від якого віднімаються непрямі податки (тобто, показник НД є ще більш «очищеним», аніж ЧНД): НД = ЧНД — Tn, де, ЧНД — чистий національний дохід, а Tn — непрямі податки.
У свою чергу, чистий національний дохід виводиться з валового національного доходу (ВНД) відніманням оцінки внеску капіталу (зносу основних фондів): ЧНД = ВНД — Амортизація.
Див. Валовий національний дохід.
Валовий національний дохід виводиться з показника валового внутрішнього продукту шляхом його корекції на сальдо первинних доходів:
ВНД = ВВП + Сальдо первинних доходів.
Див. Валовий внутрішній продукт.
Тобто:
НД = ВВП + Сальдо первинних доходів — Амортизація — Непрямі податки.
Усі ці показники є показниками Системи національних рахунків — міжнародної системи макроекономічного обліку для ринкової економіки.

## Розподіл національного доходу
Національний дохід, зароблений домогосподарствами розподіляється на:
Споживання — споживчі витрати на ринку благ (товарів і послуг), поточне споживання.
Нагромадження, заощадження — заощадження домогосподарств (внутрішні приватні заощадження), відкладене споживання. Домогосподарства спрямовують їх на фінансові ринки, де вони трансформуються у інвестиції для фірм (у вигляді кредитів). Тому чим більшою є частка заощадження у НД, тим більшою є пропозиція тимчасово вільних коштів на фінансових ринках, тобто тим більшими є інвестиційні можливості національної економіки.

## Національний дохід як економічна категорія
Національний дохід як економічна категорія — це сукупність відносин, що виникають у суспільстві з приводу відтворення новостворених товарів і послуг, тобто їх виробництва, розподілу, обміну та споживання. Створений протягом певного часу національний дохід — це по суті економічний ефект, який досягається суспільним виробництвом. Із збільшенням національного доходу зростають як економічні, так і соціальні можливості суспільства.